# William Holland (Leichtathlet)
William Holland (William Joseph Holland; * 3. März 1874 in Boston; † 20. November 1930 in Malden, Middlesex County, Massachusetts) war ein US-amerikanischer Sprinter, der 1900 olympisches Silber gewann.
Holland studierte an der Georgetown University Medizin. Er gehörte in dieser Zeit zu den besten Sprintern in den USA. Zwar lag sein Augenmerk auf der längsten Sprintstrecke, den 440 Yards, ein Spezialist war er hierbei jedoch nicht. Sein Talent lag in der Beständigkeit auf allen Laufstrecken zwischen 100 und 440 Yards. So war es nicht weiter verwunderlich, wenn Holland vor 1900 bei keiner Meisterschaft, an der er teilnahm, einen Titel erringen konnte. Seine beste Platzierung war ein zweiter Platz über 440 Yards bei den Meisterschaften der Amateur Athletic Union (AAU), was den nationalen Meisterschaften der USA entsprach, hinter seinem ewigen Konkurrenten Maxie Long.
Holland gehörte dennoch zum Team der US-amerikanischen Leichtathleten, die zu den Olympischen Spielen 1900 nach Paris reisten. Zur Finanzierung hatte er einen Teil der Kosten selbst zu tragen und arbeitete deshalb neben seinem Studium als Nachtwächter.
Seinen ersten Start hatte Holland bei einem Vorlauf über 400 Meter, bei dem er sich als Zweiter hinter Dixon Boardman für das Finale qualifizierte. Zum Finalwettkampf, der an einem Sonntag ausgetragen wurde, traten Boardman und zwei weitere starke amerikanische Läufer, Harry Lee und William Moloney, jedoch nicht an, da ihr Glaube ihnen jeglichen Sport an einem Sonntag verbot. Damit hatte Holland nur noch einen ernsthaften Gegner, Maxie Long, dem er sich aber geschlagen geben musste. Seine Teilnahme im 60-Meter-Lauf am selben Tag war nicht von Erfolg gekrönt, er schied bereits im Vorlauf aus.
Eine Woche später ging Holland an den Start über 200 Meter. Seinen Vorlauf beendete er als Sieger und Zeitschnellster aller Vorläufe. Seine Zeit war damit der erste olympische Rekord über diese Laufstrecke, die bei den 1896 in Athen nicht auf dem Programm stand. Im Finale, in dem Walter Tewksbury den Rekord gleich verbesserte, wurde Holland um eine halbe Fußlänge von Stan Rowley im Kampf um den dritten Platz besiegt.
Die Platzierungen bei Olympischen Spielen für William Holland:
- II. Olympische Spiele 1900, Paris
  - 400 m – Silber mit 49,6 s (Gold an Maxie Long mit 49,4 s; Bronze an Ernst Schultz aus Dänemark mit unbekannter Zeit)
  - 200 m – Vierter mit 22,9 s (Gold an Walter Tewksbury aus den USA mit 22,2 s)
  - 60 m – im Vorlauf ausgeschieden (Gold an Alvin Kraenzlein aus den USA mit 7,0 s)

Nach den Spielen blieb William Holland noch einige Jahre dem Laufen verbunden. Sein Kontrahent Long hatte sich hingegen ab 1901 vom Wettkampf zurückgezogen, was Holland den Weg zu erhofften Meisterehren frei machte. Bei den Meisterschaften der Intercollegiate Association of Amateur Athletes of America (IC4A), was den Studentenmeisterschaften in den USA entsprach, errang er 1901 und 1902 über 440 Yards jeweils den Titel.
Über das weitere Leben von William Holland gibt es keine verwertbaren biografische Daten.